# Bartolomeo Altomonte
Pour les articles homonymes, voir Altomonte.
Bartolomeo Altomonte (nom italianisé de Bartholomäus Hohenberg), né le 24 février 1694 à Varsovie et mort le 11 novembre 1783 à Sankt Florian (Saint-Florian), est un peintre et fresquiste baroque autrichien.

## Biographie
Bartolomeo Altomonte est le troisième des six enfants de Martino Altomonte (né Martin Hohenberg), peintre baroque tyrolien de Naples, appelé à la Cour de Jean Sobieski. Il fait son apprentissage auprès de son père, ainsi que de Daniel Gran, maître du baroque.
Il passe presque toute sa vie à Linz et honore les commandes d'églises et de grandes abbayes, comme celles de Saint-Florian et d'Admont et reste fidèle au grand genre allégorique baroque, plutôt qu'à celui du rococo.

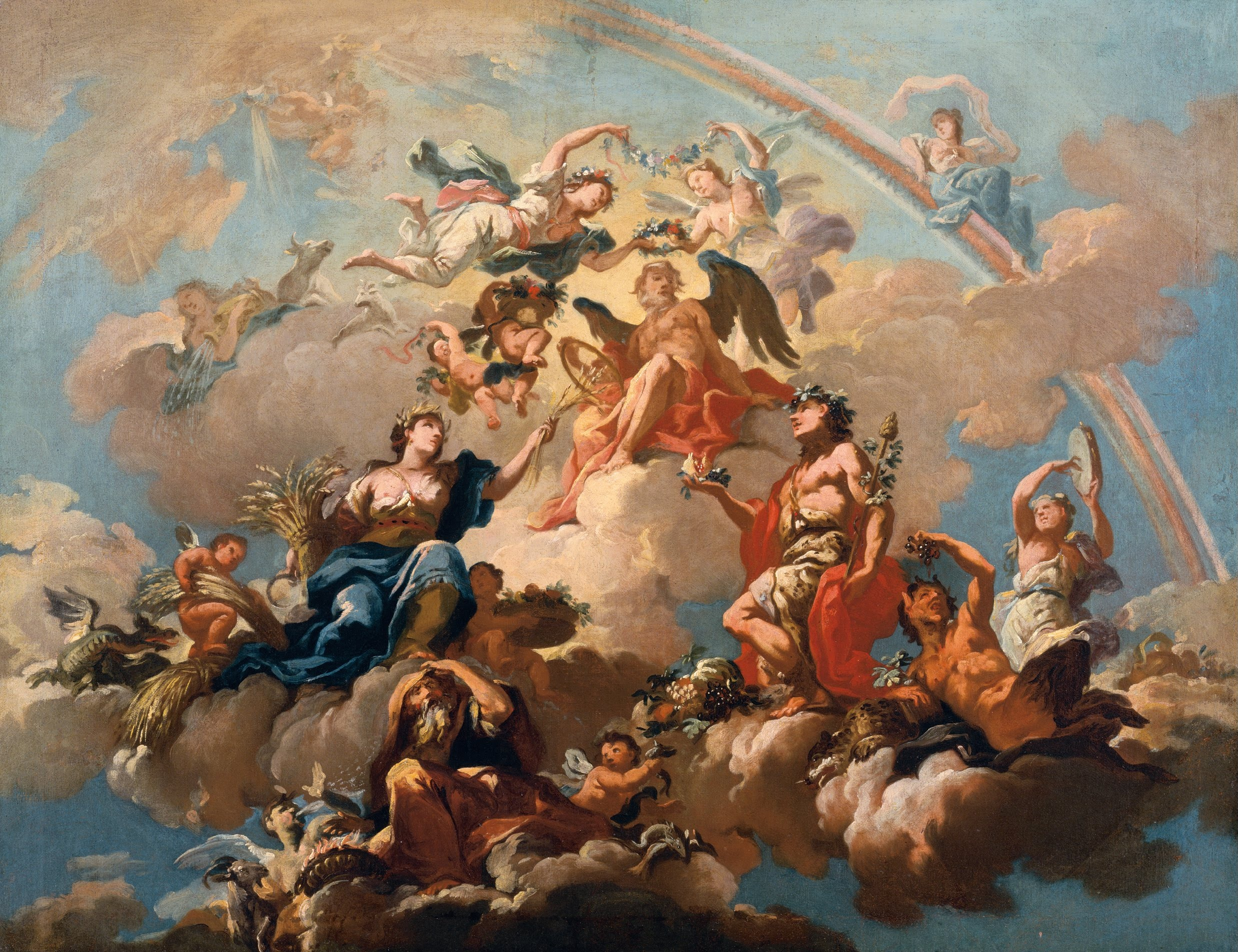
Les Quatre Saisons honorant Chronos, Residenzgalerie de Salzbourg (1737).